# Aérodrome de Teraina
L'aérodrome de Teraina (code IATA : TNQ) est un aérodrome situé à Teraina (ou île Washington), aux Kiribati.
Il est desservi, avec une escale sur l'aérodrome de Tabuaeran, depuis l'aéroport international Cassidy une fois par semaine avec un Harbin Y-12 d'Air Kiribati.

## Situation
| Abaiang Abemama Aranuka Arorae Beru Bonriki Butaritari Canton Cassidy Kuria Maiana Makin Nonouti Tabiteuea-Nord Tabiteuea-Sud Tamana Teraina Tabuaeran Marakei Nikunau |